# 泡生法
泡生法（Kyropoulos method）由俄罗斯人Kyropoulos发明的一种从熔融液体中生长单晶体的晶体生长法，现在广泛应用于蓝宝石单晶的生长。

泡生法区别于其他生长方法的最大特点是，放肩阶段和等径阶段晶体是有很大一部分在融体内部，由于结晶过程的自身特点，使得生长到一定程度，如果温度设定合适不需要向上提拉籽晶就能实现晶体不断结晶，完成生长。

## 泡生法基本原理
泡生法（Kyropoulos method）的原理与提拉法类似。首先原料熔融，再将一根籽晶与熔体接触，如果界面的温度低于凝固点，则籽晶开始生长。为了使晶体不断长大，就需要逐渐降低熔体的温度，同时旋转晶体，以改善熔体的温度分布。也可以缓慢地(或分阶段地)上提晶体，以扩大散热面。放肩阶段与提拉法类似，停止或保持旋转，以调整各方向均匀生长，降低拉速使晶体长到预期的直径，然后保持或停止拉速，由于结晶过程的自身特点，在合适的温度梯度下，晶体能自行完成等径生长。晶体在生长过程中或生长结束时不与坩埚壁接触，这就大大减少了晶体的应力，不过，当晶体与剩余的熔体脱离时，通常会产生较大的热冲击。

## 泡生法的应用
泡生法最初被用于生长碱金属卤化物，由于其生长方法的小温度梯度的特点被前苏联圣彼得堡国家光学研究所（the state optical institute）的Musatov 改进用于生长蓝宝石。

同时此法可用于生长直径达5 cm的碱卤化合物晶体。

## 泡生法生长蓝宝石
鉴于泡生法被前苏联圣彼得堡国家光学研究所（the state of optical institute)首次应用于生长蓝宝石，在蓝宝石行业将泡生法又称GOI （the State Optica Institute），此外还有顶部籽晶冷却法，提拉泡生法以及中国改进之后的冷心放肩微量提拉法（SAPMAC）。
生长过程如下：
1）把金属提拉杆低端籽晶夹具夹有的蓝宝石籽晶，浸入坩埚中温度高达2340K的熔体（氧化铝）表面；
2）严格控制熔体温度使其表面温度略高于籽晶熔点，即熔去少量籽晶，以使蓝色宝石单晶可于籽晶表面生长；
3）待籽晶与熔体完全浸润，再使熔体表面温度处于籽晶熔点，籽晶从熔体中缓慢向上提拉生长蓝宝石单晶；
4）严格控制调节加热器功率，使熔体表面温度等于籽晶熔点，以逐步实现蓝宝石单晶生长的缩颈、扩建、等径生长及收尾全过程。